# Meriola decepta
Meriola decepta är en spindelart som beskrevs av Banks 1895. Meriola decepta ingår i släktet Meriola och familjen flinkspindlar. Inga underarter finns listade i Catalogue of Life.